# Egon Brosig

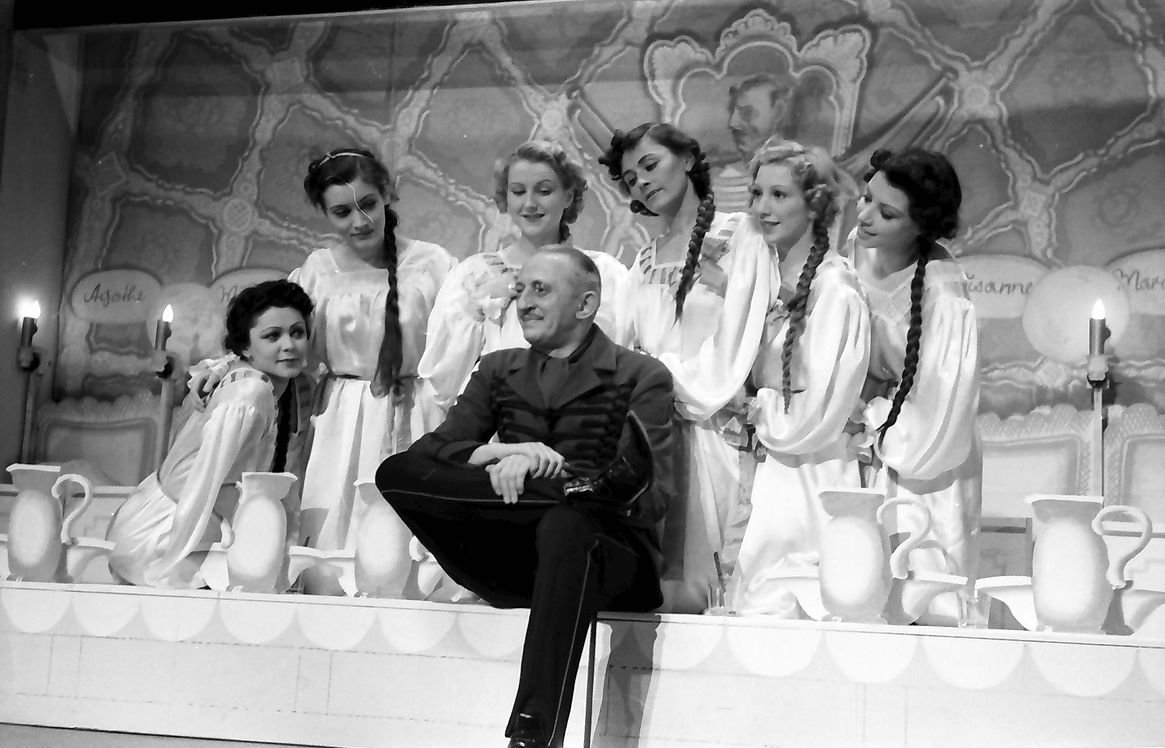
Egon Brosig en el Kabarett der Komiker en 1939

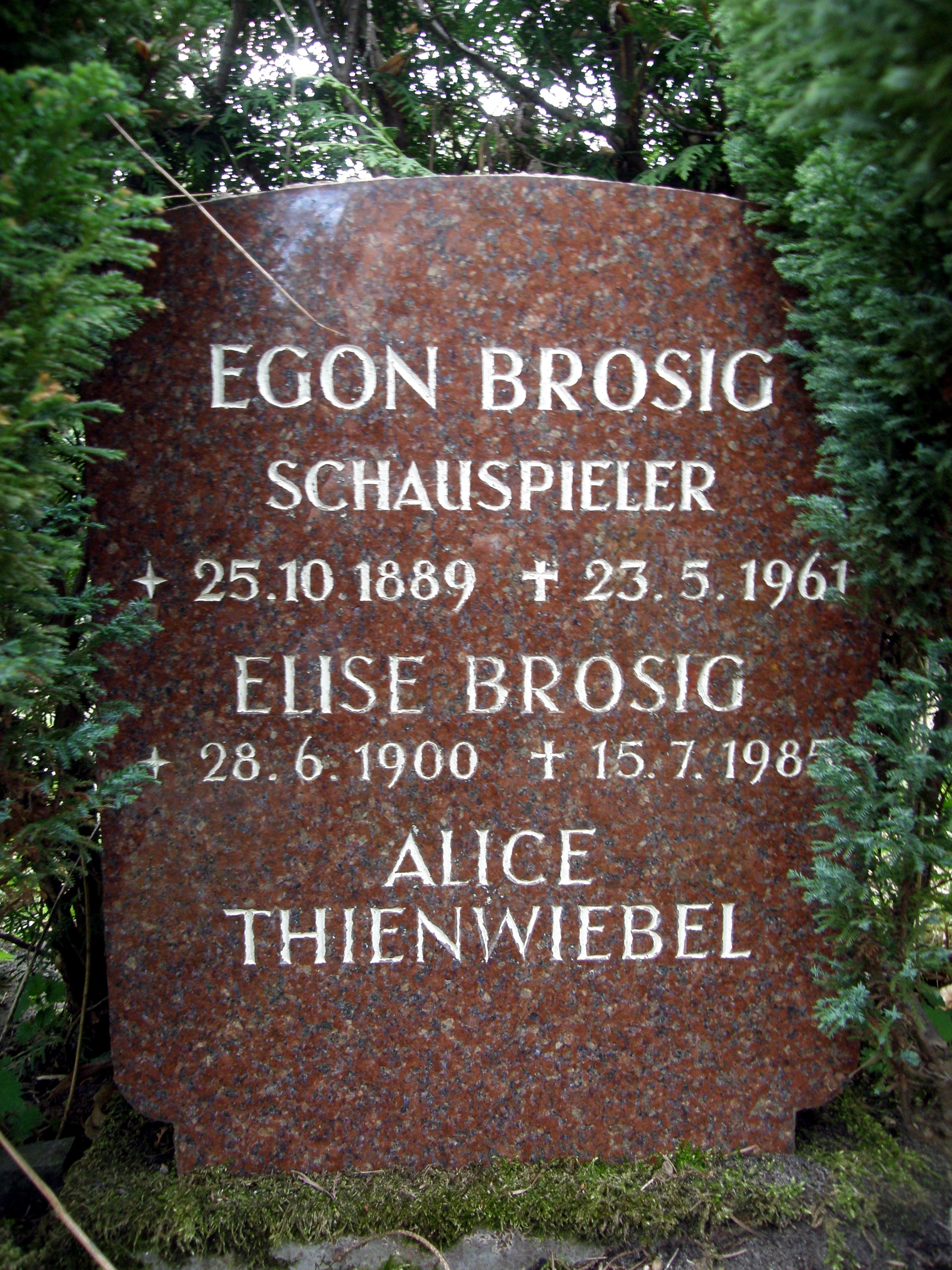
Tumba de Egon Brosig en el Cementerio Wilmersdorf de Berlín

Egon Brosig (25 de octubre de 1889 - 23 de mayo de 1961) fue un cantante y actor de nacionalidad alemana.

## Biografía
Nacido en Oława, en la actual Polonia, Egon Brosig inició su carrera artística en escenarios de Salzbrunn y Katowice. En 1915 llegó a Berlín, donde, al igual que en su segunda ciudad adoptiva, Hamburgo, se convirtió en un popular intérprete de género bufo, revistas y operetas, siendo uno de los más considerados de esas corrientes. Tras el final de la Segunda Guerra Mundial trabajó en diferentes salas de Berlín, tales como la Ópera Cómica de Berlín, el Teatro Schiller, el Renaissance Theater y el Teatro Tribüne.
Como actor cinematográfico, Brosig se inició en el cine mudo. Con la llegada del cine sonoro interpretó principalmente papeles de reparto, trabajando para la productora de la República Democrática de Alemania Deutsche Film AG, para la cual hizo, entre otros papeles, el de primer ministro en la sátira Die seltsamen Abenteuer des Herrn Fridolin B., bajo la dirección de Wolfgang Staudte.
Egon Brosig falleció en Berlín, Alemania, en el año 1961. Fue enterrado en el Cementerio Wilmersdorf de esa ciudad.

## Filmografía (selección)
- 1922 : Heinrich Heines erste Liebe
- 1923 : Wenn zwei sich lieben
- 1931 : Die Bräutigamswitwe
- 1932 : Ein steinreicher Mann
- 1932 : Gitta entdeckt ihr Herz
- 1933 : La Vallière
- 1933 : Ein Unsichtbarer geht durch die Stadt
- 1934 : Der Herr der Welt
- 1934 : Der alte und der junge König
- 1935 : Hundert Tage
- 1935 : Der Ammenkönig
- 1936 : Der Dschungel ruft
- 1936 : Blinde Passagiere
- 1938 : Menschen, Tiere, Sensationen
- 1938 : Wie einst im Mai
- 1940 : Der Kleinstadtpoet
- 1941 : Frauen sind doch bessere Diplomaten
- 1944 : Das kleine Hofkonzert
- 1944 : Die Frau meiner Träume
- 1948 : Die seltsamen Abenteuer des Herrn Fridolin B.
- 1950 : Das kalte Herz
- 1951 : Corinna Schmidt
- 1952 : Roman einer jungen Ehe
- 1954 : So könnte es gewesen sein (TV)
- 1955 : Das Fräulein von Scuderi
- 1956 : Der Hauptmann von Köln
- 1958 : Der lachende Vagabund
- 1960 : Willy, der Privatdetektiv
- 1961 : Die Kassette (TV)

## Teatro
- 1948 : Carl Orff: Die Kluge, dirección de Walter Felsenstein, Ópera Cómica de Berlín